# Mayenburg (Völlan)
Die Mayenburg, auch Maienburg und Maienberg, ist die Ruine einer Höhenburg auf einem langgestreckten Hügel nahe Völlan, einer Fraktion der Marktgemeinde Lana in Südtirol.

## Geschichte
Die Burg wurde um 1240 an einer strategisch vorteilhaften Lage errichtet und gehörte zum Befestigungssystem der Grafen von Eppan, einer Nebenlinie der Welfen, die mit der Mayenburg die Haupt- und Verwaltungsburg für das aus der Grafschaft Eppan ausgegliederte Gericht Maienberg-Tisens schufen. Im Jahr 1241 wird die Anlage als castrum de Uollan (Burg Völlan) ersturkundlich genannt. Mit dem Aussterben des Geschlechts ging die Feste 1253 in den Besitz der Grafen von Tirol über und diente zeitweise als Gerichtsburg des Gerichtes Meran. Dabei war das Gericht Mayenburg für jene Verbrechen zuständig, die nicht mit dem Tode bestraft wurden.
Ludwig Markgraf von Brandenburg verlieh die Mayenburg als Lehen der aus Schwaben eingewanderten ritterlichen Familie Hälen. 1375 begegnet der Burgname als Mayenburch. 1412 belehnte Herzog Friedrich IV. die Burg und das Gericht Tisens an die Gebrüder Sigismund, Hans und Georg Häl. Über 200 Jahre hielt sich die Familie im Besitz des Lehens, bis es Erzherzog Ferdinand II. 1570 dem Landkomtur der Deutschordensballei An der Etsch und späteren stellvertretenden Landeshauptmann an der Etsch Lukas Römer von Maretsch für 1500 Gulden überließ, der sich darauf "Römer von Maretsch und Mayenburg" nannte. 1592 erhielt Christoph Lidl die Feste und das Gericht Tisens. Im Jahre 1648 veräußerten Franz und Karl Ferdinand Lidl die Mayenburg an Veit Benno, Graf und Herr zu Brandis, um 17000 Gulden, welcher die Anlage erweiterte.

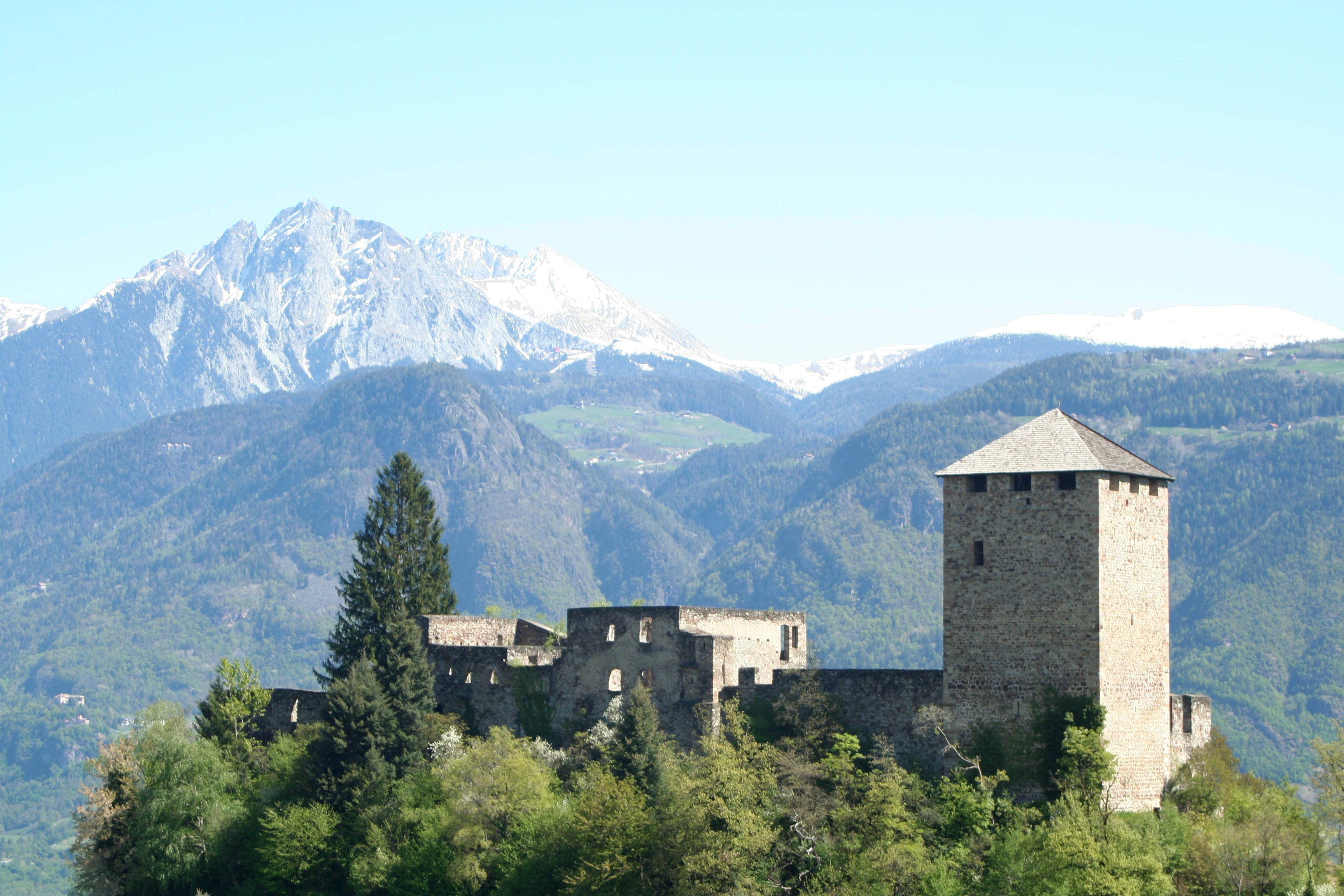
Blick auf die Burganlage, im Hintergrund der Ifinger

Im 19. Jahrhundert verfiel der Bau immer mehr zur Ruine. 1814 löste Joseph Graf von Brandis das Lehen auf und verkaufte die Mayenburg als Eigengut an einen Bauer. Die Feste war bis 1825 bewohnt. Der Besitzer Johann Wieser ließ den Schlossweiher zuschütten und das Dach abreißen. 1922 erwarb Dr. med. Josef Auffinger aus Meran die Burg und ließ Reparaturen durchführen. Sein Sohn Dr. med. Roland Auffinger veranlasste 1975 den Bergfried mit neuen Holzschindeln einzudecken. Die Mayenburg befindet sich noch heute im Besitz der Familie.

## Anlage
Der 28 m hohe Bergfried und die mit Zinnen versehene Ringmauer, die zwei Burghöfe und den Palas umgeben, sind der älteste Teil der Burg. In der verfallenen Kapelle, die der Hl. Barbara geweiht ist, finden sich Spuren von Wandmalereien aus dem 15. und 16. Jahrhundert. Ein runder Turm diente zum Schutz für den Schlossbrunnen sowie als Taubenschlag.